# Billionaires' Row

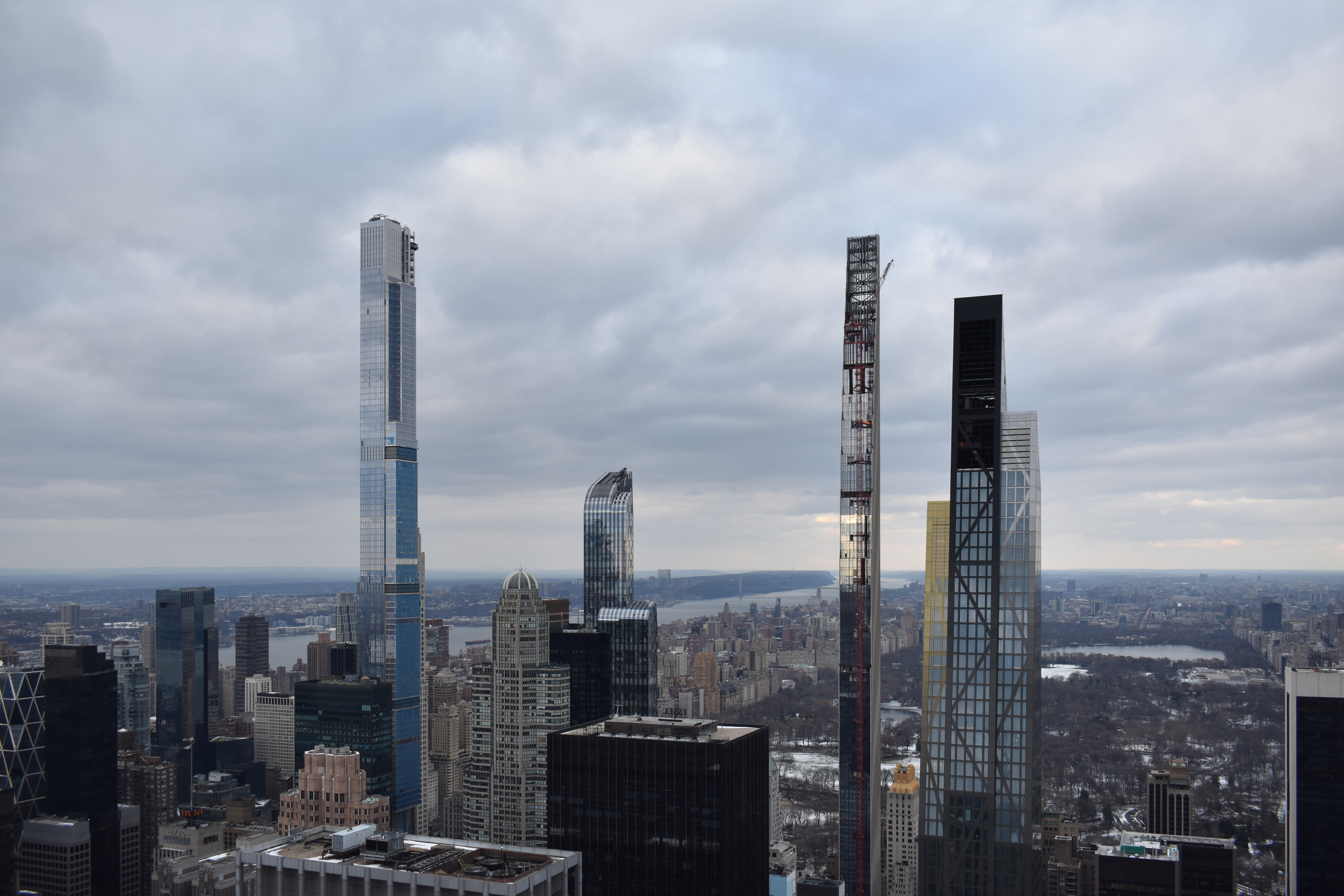
Pohled na tenké mrakodrapy Billionaires' Row z jihu v roce 2020

Billionaires' Row je označení lokality při jižním okraji manhattanského Central Parku (na ulici 57th Street a v jejím okolí), kde v 10. letech 21. století vyrostla řada hyperluxusních obytných mrakodrapů. Je považována za jednu z nejexkluzivnějších lokalit na světě. První z mrakodrapů, 306 metrů vysoký One57, byl dokončen v roce 2014 a jeho penthouse se prodal za 100 milionů amerických dolarů. V roce 2019 koupil miliardář Kenneth C. Griffin penthouse v 220 Central Park South za 238 milionů dolarů. Zatím posledním postaveným mrakodrapem je Central Park Tower dokončený v roce 2021, který je s výškou 472 metrů po One World Trade Center 2. nejvyšší budovou západní polokoule. Poznávacím znamením většiny zde nově postavených mrakodrapů je jejich malá šířka a nízký počet bytů. Tím nejštíhlejším z nich – i na světě – je 111 West 57th Street, jehož poměr výšky k šířce budovy je 24 : 1. Někteří kritici poukazují na jejich nevzhlednost, další na ekonomickou nerovnost a nízkou obsazenost bytů, které jsou často pořizovány pouze jako investice. V březnu 2022 americký deník New York Post uvedl, že zdejší nemovitosti se snaží ruští majitelé diskrétně prodat v obavách z jejich zabavení kvůli ruské invazi na Ukrajinu.

## Seznam budov
Seznam budov považovaných za součást Billionaires' Row:
| Jméno budovy (adresa)                     | Architekt                               | Začátek stavby | Dokončení | Stavební výška | Obrázek |
| ----------------------------------------- | --------------------------------------- | -------------- | --------- | -------------- | ------- |
| One57 (157 West 57th Street)              | Christian de Portzamparc                | 2009           | 2014      | 306 m          |         |
| 432 Park Avenue                           | Rafael Viñoly                           | 2011           | 2015      | 426 m          |         |
| 252 East 57th Street                      | Roger Duffy, Skidmore, Owings & Merrill | 2013           | 2016      | 217 m          |         |
| 111 West 57th Street                      | SHoP Architects                         | 2015           | 2021      | 438 m          |         |
| Central Park Tower (225 West 57th Street) | Adrian Smith + Gordon Gill Architecture | 2014           | 2021      | 472 m          |         |
| 220 Central Park South                    | Robert A.M. Stern Architects            | 2015           | 2019      | 290 m          |         |
| 53W53 (53 West 53rd Street)               | Jean Nouvel                             | 2014           | 2019      | 320 m          |         |
| 520 Park Avenue                           | Robert A.M. Stern Architects            | 2015           | 2018      | 238 m          |         |